# گرهارد فون راد
گرهارد فون راد (انگلیسی: Gerhard von Rad; ۲۱ اکتبر ۱۹۰۱ – ۳۱ اکتبر ۱۹۷۱) الهی‌دان، و استاد دانشگاه در زمینه عهد عتیق اهل آلمان بود.